# Platypalpus striatus
Platypalpus striatus är en tvåvingeart som beskrevs av Yang 1989. Platypalpus striatus ingår i släktet Platypalpus och familjen puckeldansflugor. Inga underarter finns listade i Catalogue of Life.